# Hundskopf (Hemberg)
Der Hundskopf (lokaler Name: die Hundskoppe) ist mit 470,6 m ü. NHN die höchste Erhebung des Höhenzugs Hemberg, der Gilserberger Höhen und der Oberhessischen Schwelle. Er liegt nahe Schönau im nordhessischen Schwalm-Eder-Kreis.

## Geographie

### Lage
Der bewaldete Hundskopf erhebt sich im Südteil des Naturparks Kellerwald-Edersee etwa im südlichen Zentrum des Höhenzugs Hemberg, der zwischen den Kernorten der Gemeinden Jesberg im Nordosten und Gilserberg im Südwesten liegt. Nördlich befindet sich Densberg (zu Jesberg), ostnordöstlich das Hofgut Richerode (zu Jesberg), südsüdöstlich Sebbeterode und westsüdwestlich Schönau (beide zu Gilserberg). Westlicher Nachbar ist der Schloßberg (419 m) mit der oberhalb des Gilsatals liegenden Burgruine Schönstein.
Ein paar Kilometer westlich des Hundskopfs fließt die Gilsa, und östlich verläuft deren Zufluss Treisbach. Auf seiner Westflanke entspringt der Gilsa-Zufluss Bernbach, und auf der Nordflanke befindet sich die Helenenquelle.

### Naturräumliche Zuordnung
Der Hundskopf gehört in der naturräumlichen Haupteinheitengruppe Westhessisches Bergland (Nr. 34) und in der Haupteinheit Oberhessische Schwelle (346) zur Untereinheit Gilserberger Höhen (346.0), welche den Kellerwald in Nord-Süd-Richtung mit dem Vogelsberg verbindet. Die Landschaft fällt nach Norden in die Untereinheit Löwensteiner Grund (341.7) ab.

## Verkehr und Wandern
Östlich bis südöstlich vorbei am Hundskopf führt durch Richerode und Sebbeterode die den gesamten Höhenzug Hemberg passierende Bundesstraße 3. Von dieser Straße zweigt in Jesberg die Kreisstraße 59 ab, die durch Densberg nach Schönstein verläuft. Von dort führt die K 3425 durch Schönau zu einer nahe Sebbeterode liegenden Kreuzung mit der B 3. Vorbei an der auf dem Nordhang der Erhebung liegenden Helenenquelle führt der Kellerwaldsteig.